# Bannon Goforth Thibodeaux
Bannon Goforth Thibodeaux (* 22. Dezember 1812 bei Thibodaux, Louisiana; † 5. März 1866 im Terrebonne Parish, Louisiana) war ein US-amerikanischer Politiker. Zwischen 1845 und 1849 vertrat er den Bundesstaat Louisiana im US-Repräsentantenhaus.

## Werdegang
Der auf der St.-Bridget-Plantage geborene Bannon Thibodeaux besuchte die öffentlichen Schulen seiner Heimat. Nach einem anschließenden Jurastudium in Hagerstown (Maryland) und seiner Zulassung als Rechtsanwalt begann er im Terrebonne sowie im Lafourche Parish in seinem neuen Beruf zu arbeiten.
Politisch schloss sich Thibodeaux der Demokratischen Partei an. In den Jahren 1845 und 1852 war er Delegierter auf Versammlungen zur Überarbeitung der Staatsverfassung von Louisiana. Außerdem bekleidete er noch einige lokale Ämter. Bei den Kongresswahlen des Jahres 1844 wurde er im zweiten Wahlbezirk von Louisiana in das US-Repräsentantenhaus in Washington, D.C. gewählt, wo er am 4. März 1845 die Nachfolge von Alcée Louis la Branche antrat. Nach einer Wiederwahl konnte er bis zum 3. März 1849 zwei Legislaturperioden im Kongress absolvieren. Diese waren von den Ereignissen des Mexikanisch-Amerikanischen Krieges geprägt.
Nach dem Ende seiner Zeit im US-Repräsentantenhaus arbeitete Thibodeaux wieder als Anwalt in seiner Heimat. Dort wurde er auch als Zuckerrohrpflanzer und Handwerker tätig. Bannon Thibodeaux starb am 5. März 1866 im Terrebonne Parish.